# حظر البلاستيك

التخلص التدريجي من الأكياس البلاستيكية خفيفة الوزن في جميع أنحاء العالم (القوانين التي تم إقرارها ولكن لم تدخل حيز التنفيذ بعد لا تظهر على الخريطة)

حظر البلاستيك هي قوانين تمنع استخدام البوليمرات المصنعة من البترول أو غيره من أنواع الوقود الأحفوري، وذلك نظراً للتلوث والتهديد الذي تسببه للتنوع البيولوجي. فرض عدد متزايد من البلدان حظرًا على الأكياس البلاستيكية، وحظرًا على البلاستيك الذي يُستخدم مرة واحدة (مثل الشوك أو الأطباق التي تُرمى)، ويتطلعون إلى نشر الحظر على جميع مواد التغليف البلاستيكية، والملابس البلاستيكية (مثل ألياف البوليستر والأكريليك)، أو أي شكل آخر من أشكال البلاستيك غير الضروري الذي يمكن استبداله ببديل سهل التحلل البيولوجي، وغير أحفوري أو غير ملوث. تتحلل المواد البلاستيكية بيولوجيًا على مدى فترة طويلة من الزمن، وقد لا تتحلل بيولوجيًا بشكل كامل (بحيث يتم امتصاصها في النظام البيئي) تاركة آثارًا من البلاستيك الدقيق، تتراوح من 450 عامًا لزجاجة بلاستيكية من البولي إيثيلين تيرفثالات (النوع 1) إلى آلاف "أبدًا" للمنتجات القائمة على البولي بروبيلين، بما في ذلك حاويات الطعام (النوع 5).

## حظر استخدام البلاستيك مرة واحدة
حظرت توجيهات المنتجات البلاستيكية للاتحاد الأوروبي لعام 2019 الأطباق البلاستيكية التي تُستخدم مرة واحدة، وأدوات المائدة، والقش، وعصي البالونات، وبراعم القطن؛ والأكواب، وحاويات الطعام والشراب المصنوعة من البوليسترين الموسع، وجميع المنتجات المصنوعة من البلاستيك القابل للتحلل، ومعدات الصيد التي تحتوي على البلاستيك. وترد القائمة الكاملة للمواد البلاستيكية المحظورة في الملحق المرفق بالتوجيه.
اعتبارًا من أكتوبر 2023، حظرت حكومة المملكة المتحدة "المواد البلاستيكية التي تُستخدم مرة واحدة" في إنجلترا، والتي تم تعريفها لتشمل مجموعة من المنتجات، ولكنها لا تشمل "الأطعمة المعبأة مسبقًا الجاهزة للعرض" الموجودة في معظم محلات السوبر ماركت.
تطبق الصين برنامجًا تدريجيًا لحظر البلاستيك من عام 2020 إلى عام 2025 على المنتجات بدءًا من الحقائب، إلى القش، إلى أدوات المائدة، إلى بعض مواد التغليف، إلى العناصر الموجودة في الفنادق
اعتبارًا من مايو 2024، حظرت 12 ولاية في الولايات المتحدة (كاليفورنيا، كولورادو، كونيتيكت، ديلاوير، هاواي، مين، نيوجيرسي، نيويورك، أوريغون، رود آيلاند، فيرمونت وواشنطن) الأكياس البلاستيكية التي تُستخدم مرة واحدة.
في نيجيريا، تشير التقارير إلى أنه يتم استخدام أكثر من 60 مليون كيس بلاستيكي والتخلص منها يوميًا، ويتم إعادة تدوير حوالي 12% فقط منها. وقد دفعت المخاطر المحتملة الناجمة عن هذه التقارير إلى حظر استخدام المواد البلاستيكية أحادية الاستخدام في نيجيريا اعتبارًا من عام 2025.

## حظر التغليف البلاستيكي والملابس
كانت هناك دعوات أوسع نطاقًا لحظر استخدام البلاستيك في جميع مواد التغليف، وخاصة في محلات السوبر ماركت والمنتجات، وفي الملابس.

## ملحوظات
1. 1 2  Types of Plastic - A Complete Plastic Numbers Guide (2020) YesStraws.com نسخة محفوظة 2025-04-25 على موقع واي باك مشين.
2. ↑  'EU unveils plans to cut Europe’s plastic and packaging waste' (30 November 2022) Guardian
3. 1 2  Plastic Products Directive (EU) 2019/904, Annex نسخة محفوظة 2025-06-24 على موقع واي باك مشين.
4. ↑  'Far-reaching ban on single-use plastics in England' (14 January 2023) gov.uk. J Clinton, 'October start set for ban in England of single-use plastic tableware' (14 January 2023) Guardian نسخة محفوظة 2025-06-28 على موقع واي باك مشين.
5. ↑  See Waste 360 and BBIA.org.uk نسخة محفوظة 2023-12-01 على موقع واي باك مشين.
6. ↑  Meiffren-Swango، Celeste (17 يناير 2024). "Plastic bag bans work". Environment America. مؤرشف من الأصل في 2025-05-15. اطلع عليه بتاريخ 2024-05-24.
7. ↑  e.g. S Usborne, 'The big fashion fight: can we remove all the toxic, invisible plastic from our clothes?' (16 July 2019) Guardian